# Kókorevka
Kókorevka (ruso: Ко́коревка) es un asentamiento de tipo urbano de Rusia, perteneciente al raión de Suzemka de la óblast de Briansk.
En 2021, el asentamiento tenía una población de 1786 habitantes. En su territorio no hay pedanías.
Se ubica unos 20 km al oeste de Lókot, sobre la línea de ferrocarril que une la capital distrital Suzemka con la capital regional Briansk.

## Historia
Tiene su origen en una slobodá llamada "Yagnet" ("Ягнет"), cuya existencia en documentos se conoce desde principios del siglo XVIII. Adoptó su topónimo actual a mediados del mismo siglo, cuando las tierras fueron compradas por la familia noble Golitsyn. Desde 1861 quedó incluida en la vólost de Krásnaya Slobodá del uyezd de Trubchevsk de la gobernación de Oriol. Se desarrolló como poblado ferroviario a partir de 1904, cuando se abrió aquí una estación de la línea de ferrocarril de Moscú a Kiev. Adoptó estatus de asentamiento de tipo urbano en 1949.